# Call of Duty: Black Ops
Call of Duty: Black Ops là trò chơi bắn súng góc nhìn người thứ nhất (first-person-shooter) được phát triển bởi Treyarch và được phát hành bởi Activision trên toàn cầu vào ngày 9 tháng 11 năm 2010 dành cho các hệ máy Microsoft Windows, Xbox 360, PlayStation 3 và Wii, cùng với một phiên bản độc lập dành cho hệ máy Nintendo DS được phát triển bởi n-Space.
Được công bố vào ngày 30 tháng 4 năm 2010, trò chơi là phiên bản thứ 7 của loat game Call of Duty, trong đó đây là lần đầu tiên người chơi có thể điều khiển một nhân vật có hội thoại. Đây cũng là tựa game đầu tiên có bối cảnh khá mới mẻ đối với dòng game là Chiến tranh lạnh, và là lần thứ năm có bối cảnh phụ tại Chiến tranh thế giới II, đồng thời nối tiếp cốt truyện của Call of Duty: World at War. Black Ops là sản phẩm thứ ba thuộc loạt game Call of Duty được phát triển bởi studio Treyarch.
Chỉ trong vòng 24 giờ kể từ khi ra mắt, số lượng đĩa bán ra của Black Ops đạt mức kỉ lục, với tổng cộng hơn 5,6 triệu đĩa được tẩu bán với 4,2 triệu đĩa ở Mỹ và 1,4 triệu đĩa ở Châu Âu, phá vỡ kỉ lục mà trò chơi tiền nhiệm Call of Duty: Modern Warfare 2 đang nắm giữ khoảng 2,3 triệu đĩa.
Một phiên bản có phụ đề được phát hành riêng tại Nhật Bản vào ngày 18 tháng 11 năm 2010, và phiên bản làm lại có thuyết mình bằng tiếng Nhật được phát hành vào ngày 16 tháng 12 cùng năm.
Sau 6 tuần bán ra, Activision đã công bố rằng Black Ops đã thu được doanh số 1 tỷ đô-la. Vào ngày 3 tháng 8, 2011, Activision thông báo trò chơi đã bán được 25 triệu đĩa trên toàn cầu, khiến Black Ops trở thành một trong những trò chơi bán chạy nhất mọi thời đại.
Phiên bản tiếp theo của trò chơi, Call of Duty: Black Ops II, được phát hành hai năm sau, vào ngày 13 tháng 11 năm 2012.

## Lối chơi
Black Ops là trò chơi bắn súng góc nhìn người thứ nhất, và giữ nguyên cơ chế gameplay như các phiên bản Call of Duty tiền nhiệm. Người chơi vào vai một chiến binh có thể sử dụng nhiều loại vũ khí khác nhau (trong có chỉ có thể mang theo bên mình hai loại vũ khí); sử dụng lựu đạn, các loại vũ khí nổ khác; có thể dùng các thiết bị khác làm vũ khí. Người chơi có thể đứng, ngồi, và nằm; mỗi tư thế sẽ ảnh hưởng đến độ chính xác khi bắn. Người chơi có thể chỉnh xuống tư thế nằm sấp từ tư thế đứng trong khi chạy (thường được gọi là "lặn cá heo"), và có thể chạy nước rút trong vài giây. Màn hình chóe đỏ cho người chơi biết sức khỏe của nhân vật đang bị ảnh hưởng (mất máu); lượng máu bị mất sẽ được tái tạo theo thời gian. Một số loại vũ khí mới xuất hiện trong loạt game Black Ops là nỏ (crossbow) có gắn đạn nổ, đạn lửa và đạn đạo.
Người chơi được vào vai nhiều nhân vật khác nhau trong phần chơi chiến dịch, và liên tục thay đổi góc nhìn suốt câu chuyện. Các nhân vật có thể chơi được là những đặc vụ bí mật đang tiến hành các chiến dịch đen sau chiến tuyến của kẻ thù. Mỗi nhiệm vụ có một loạt các mục tiêu được hiển thị trên màn hình, mục tiêu chỉ dẫn, khoảng cách tới và đi từ các mục tiêu như trong các phiên bản trước đó. Người chơi được đồng hành bởi những đồng đội trong suốt trò chơi.
Mặc dù chủ yếu là một game bắn súng góc nhìn thứ nhất, nhưng các level (màn chơi) nhất định sẽ cho phép người chơi lái máy bay trực thăng chiến đấu. Phần chơi chiến dịch xuất hiện một số cảnh "điện ảnh" được lên kịch bản sẵn. Một trong số đó là hiệu ứng "bullet-time" trong màn chơi "Victor Charlie", được kích hoạt khi người chơi bắn về phía kẻ thù cuối cùng của đội Việt Cộng.

## Cốt truyện
Ngày 25 tháng 2 năm 1968, đặc vụ CIA Alex Mason tỉnh dậy trong tình trạng bị trói vào một chiếc ghế điện trong phòng thẩm vấn số 9. Anh bị tra khảo bởi hai người thẩm vấn không rõ danh tính về ý nghĩa của một mật mã số và vị trí của trạm phát dãy số đó. Mason bị buộc phải nhớ lại sự nghiệp của mình để trả lời những câu hỏi của họ.
Ngày 17 tháng 4 năm 1961, Mason, Frank Woods và Joseph Bowman tham gia nhóm Chiến dịch 40 để ám sát Fidel Castro tại Cuba trong sự kiện vịnh Con Lợn. Mason dường như đã thành công và ở lại để giúp máy bay chở đồng đội thoát bằng cách phá hủy rào chắn đường băng, nhưng rồi anh bị bắt và bị đưa đến chỗ Castro thật, người đã tiết lộ rằng nhóm của anh chỉ giết được một thế thân. Rồi Castro giao anh cho thiếu tướng Liên Xô Nikita Dragovich, kẻ sau đó tống anh vào nhà tù khổ sai Vorkuta.
Tại nhà tù, anh kết thân với cựu lính Hồng quân Viktor Reznov. Ngày 10 tháng 6 năm 1963, hai người đã phát động một cuộc bạo loạn vượt ngục lớn, nhưng Reznov đã ở lại mất tích để Mason thoát được.
Trở về Mỹ, Mason được chỉ huy mới là Jason Hudson cùng với Bộ trưởng Bộ Quốc phòng Mỹ là Robert McNamara đưa tới Lầu Năm Góc. Tại đây, anh nhận nhiệm vụ tiêu diệt Dragovich từ tổng thống John F. Kennedy. Trong hồi tưởng, Mason đã có ảo giác thấy những hình ảnh về cái chết của Kennedy và chĩa súng vào ông trong chốc lát.
Ngày 17 tháng 11 năm 1963, đội của Mason tới sân bay vũ trụ Baikonur để phá hủy tên lửa Soyuz 2 và tiêu diệt các nhà khoa học Đức Quốc xã cũ làm việc cho Liên Xô. Họ đã giải cứu Grigori Weaver, điệp viên hai mang bị lộ. Song Dragovich và tay sai là Lev Kravchenko đã trốn thoát.
Năm năm sau, Mason, giờ là một thành viên của đội X-ray thuộc MACV-SOG, đến Việt Nam. Sau khi phòng thủ căn cứ Khe Sanh, đội của anh tới thành phố Huế giữa sự kiện Tết Mậu Thân để lấy tài liệu về Dragovich từ một người Liên Xô đào tẩu. Anh bất ngờ nhận ra người này chính là Reznov.
Từ tài liệu Mason thu thập được, Hudson và Weaver tới Cửu Long, Hồng Kông để thẩm vấn Daniel Clarke, một nhà khoa học từng làm việc cho Dragovich. Ông ta cho biết mình được thuê để ổn định khí độc Nova 6 do Friedrich Steiner chế tạo. Không lâu sau, ba người bị thuộc hạ của Dragovich tìm thấy và truy đuổi. Trên đường đi, Clarke còn kể về một cơ sở bí mật tại dãy núi Ural, nhưng rồi bị một xạ thủ của Dragovich bắn chết trước khi kịp tiết lộ ý nghĩa của một loại mật mã số liên quan đến dự án.
Trong cuộc thẩm vấn, Mason kể về nguồn gốc của Dự án Nova qua câu chuyện của Reznov. Ngày 29 tháng 10 năm 1945, ông cùng bạn mình là Dimitri Petrenko tới một căn cứ Quốc xã tại Vòng Bắc Cực để bắt giữ Steiner, khi ấy là một nhà khoa học Đức Quốc xã đầu hàng Liên Xô. Steiner kể rằng hắn đã phát minh Nova 6 nhằm đối phó với quân Đồng minh, nhưng chưa kịp dùng hay tiêu hủy bởi sự sụp đổ của Phát xít Đức. Để thấy tác dụng của nó và loại bỏ những người chống đối, Dragovich ra lệnh ném Reznov và Petrenko, mỗi người vào một buồng hơi ngạt với hai lính Liên Xô bất mãn khác. Nhóm Petrenko bị biến thành chuột bạch và chết thương tâm trước mắt Reznov. Ông cũng suýt chịu chung số phận nếu đặc công Anh không tới để tranh giành Nova 6. Giữa hỗn chiến, Reznov đã kích nổ bom trên tàu để tiêu hủy Nova 6 và trốn thoát, để rồi bị bắt giam sau này. Kết thúc câu chuyện, ông thề rằng Dragovich, Kravchenko và Steiner phải chết.
Trở lại câu chuyện của Mason. Sau khi thoát khỏi vùng Việt Cộng kiểm soát tại phía Nam khu phi quân sự vĩ tuyến 17, đội X-ray ngược dòng sông Mê Kông tới Lào để lấy Nova 6 từ một máy bay vận tải Liên Xô bị bắn rơi. Khi họ đến nơi, Nova 6 đã bị lấy mất từ trước, chỉ còn lại bản đồ chỉ vị trí căn cứ của Kravchenko ở Lào và vũ khí Mỹ được dùng làm bằng chứng giả đổ tội cho Mỹ. Cả đội sau đó bị tấn công và bị bắt.
Ngày 18 tháng 2 năm 1968, Hudson và Weaver tới cơ sở tại núi Yamantau. Nơi đây đã bị Dragovich cài bom tự hủy, nhưng Steiner liên lạc với họ từ đảo Rebirth, nói rằng ông ta sẽ bị thủ tiêu vì sắp hết giá trị lợi dụng. Đổi lại việc được cứu, ông ta sẽ tiết lộ cách ngăn trạm phát sóng mà Dragovich sẽ dùng để ra lệnh cho các gián điệp trên khắp nước Mỹ phát tán Nova 6 trong 36 tiếng nữa. Hudson và Weaver về sau đã thoát được khỏi cơ sở bị phá hủy.
Tiếp đó, Mason kể tiếp chuyện của đội mình khi bị giam trong hang Việt Cộng. Họ bị bắt chơi trò cò quay Nga. Bowman sau một tuần bị giam đã nản chí, cố tình khiêu khích điệp viên Spetsnaz đánh chết mình. Woods và Mason đã lợi dụng trò chơi này để thoát thân, rồi giết được điệp viên kia để trả thù cho Bowman. Sau đó họ cướp một chiếc trực thăng Mi-24 Hind để tới căn cứ của Kravchenko. Tại đây, họ giải cứu các tù binh Mỹ khác và Reznov. Khi đối mặt Kravchenko, Mason bị phục kích và đánh ngã, nhưng Woods đâm được hắn từ phía sau. Hắn bèn rút chốt dây lựu đạn trên người thì bị Woods tông ra ngoài cửa sổ. Vụ nổ khuất tầm nhìn khiến Mason nghĩ rằng cả hai đã chết. Rồi anh tìm thấy tài liệu cho biết Steiner đang ở căn cứ tại đảo Rebith.
Mason đột nhập lên đảo Rebirth cùng Reznov dù biết Hudson cũng đã lên đường tới đó với CIA. Mason tới chỗ Steiner ngay trước Hudson, và khai rằng đã chứng kiến Reznov xưng tên mình rồi xử tử Steiner. Nhưng trong cùng câu chuyện được kể qua góc nhìn của Hudson, hóa ra một mình Mason mới là người nổ súng trong khi tự xưng là Viktor Reznov. Với cái chết của Steiner, Mason là đầu mối duy nhất để ngăn trạm phát sóng, vì vậy CIA bắt anh về nước để thẩm vấn.
Hồi tưởng kết thúc mà không đạt được kết quả, hai người thẩm vấn lộ diện là Hudson và Weaver. Trong lúc cởi trói cho Mason, Hudson cố giải thích rằng Reznov đã chết, nhưng Mason chớp thời cơ thoát ra và tìm Reznov. Trong lúc lang thang, anh đã nhớ lại quá khứ. Hudson sau đó đuổi kịp và đánh ngất anh. Những ký ức trở về cùng với giải thích của Hudson đã giúp Mason nhận ra sự thật: khi ở Vorkuta, anh đã bị Dragovich tẩy não để hiểu mật mã của chúng và giết tổng thống Kennedy, nhưng do Mason kháng lệnh nên anh bị tống lại vào ngục. Để trả thù, Reznov lập trình lại anh, đưa ra ba mục tiêu mới là Dragovich, Kravchenko, Steiner và đã thành công do Mason tin Reznov. Chuẩn bị xong xuôi, Reznov hi sinh bản thân để giúp Mason vượt ngục, nhưng do ảo giác mà sau này anh tưởng ông ta vẫn ở bên mình (ví dụ, người đào tẩu thật ở Huế đã bị giết trước khi Mason tới).
Sau khi thuật tẩy não bị hóa giải, Mason nghe đoạn mật mã thu thập được. Nội dung mật mã cho biết vị trí trạm phát sóng là tàu Rusalka mà anh đã thấy hồi bị bắt tại Cuba. Anh cùng Hudson và Weaver tham gia cuộc tấn công của CIA vào chiếc tàu. Sau khi phát hiện công trình dưới nước là trạm phát sóng thật kiêm căn cứ, trong khi Weaver tạm rời đi để gọi không kích, Mason và Hudson lặn xuống để tắt trạm phát sóng. Tại đây, hai người chạm trán Dragovich, và Mason dìm chết hắn trong vùng ngập nước trước khi trốn thoát cùng Hudson. Mason nghe thấy giọng Reznov chúc mừng khi chiếc tàu Rusalka bị phá hủy. Khi lên mặt nước, trong khi Weaver tuyên bố chiến thắng, Mason cho rằng đây chỉ là tạm thời.
Kết thúc phần chiến dịch là cảnh một người phụ nữ đọc một dãy số, sau đó là đoạn phim tư liệu về tổng thống Kennedy trước khi bị ám sát. Trong suốt đoạn phim, có thể nghe thấy Mason đọc những con số và từ ngữ liên quan đến vụ án, cũng là ý nghĩa của đoạn mật mã mà người phụ nữ kia nói. Đoạn phim được tua lại từ đầu rồi phát chậm cho thấy Mason có mặt trong đám đông, nhìn theo Kennedy. Điều này dẫn tới một phỏng đoán: Kennedy vẫn bị Mason giết như lập trình ban đầu. Trước đó nữa, trong lúc nhớ lại quá khứ, Mason có nói: "Tới... mục tiêu. Oswald... đã bị lộ", tức là Mason có thể là đồng phạm chưa bị lộ của Lee Harvey Oswald trong vụ ám sát John F. Kennedy.

## Đón nhận
Call of Duty: Black Ops nhận được đánh giá trung bình "tích cực", theo trang tổng hợp đánh giá Metacritic, ngoại trừ phiên bản trên hệ máy DS chỉ nhận được đánh giá "trung bình". GameSpot chấm game 9/10 và viết rằng "Call of Duty: Black Ops mang tiêu chuẩn tuyệt vời của loạt game, mang đến một phần chơi chiến dịch hấp dẫn và multiplayer cạnh tranh thú vị." Tạp chí Edge thì đánh giá kém tích cực hơn, chỉ cho điểm 7/10, viết rằng "Cũng bóng bẩy, đẹp đẽ và vui nhộn như Black Ops thường thấy, nhưng nó giống như một bản mở rộng ra mắt hàng năm hơn là một phần tiếp theo [mà] không khác biệt so với những người tiền nhiệm của nó ở điểm gì nổi bật". Một số nhà phê bình cũng phàn nàn rằng trò chơi có cảm giác quá giống một game "rail shooter", chỉ việc chạy, bắn và đến đích, cùng với việc PC Gamer đánh giá rằng "hầu như không có sự tương tác gì trong game".
Các nhà phê bình cũng đánh giá rằng phiên bản PC của trò chơi có nhiều lỗi, và có "một số vấn đề khó chịu", bao gồm việc giật lag trong chế độ nhiều người chơi khiến một số người chơi khiến game gần như "không thể chơi được". Người chơi cũng đã báo cáo các lỗi nghiêm trọng với phiên bản PlayStation 3, bao gồm các vấn đề về khả năng tương thích với các loại TV 3D. Tạp chí PC World nói rằng đánh giá của người dùng về game kém tích cực hơn nhiều so với đánh giá của các nhà phê bình. Tính đến ngày 12 tháng 11 năm 2010, ba ngày sau khi phát hành, các phiên bản trên hệ PC, PS3 và Xbox 360 của trò chơi có xếp hạng người dùng trung bình là 3.1, 3.1 và 1.8 sao trên trang bán hàng Amazon.com trên thang 1 đến 5,  với nhiều người chơi trên PC phàn nàn về độ lag, giật và bug.
Vào tháng 1 năm 2011, với việc một số người chơi phàn nàn về các vấn đề kết nối onlie của trò chơi trên PlayStation 3, một đại diện chăm sóc dịch vụ khách hàng của Activision đã đe dọa rằng họ có thể đóng cửa các máy chủ của trò chơi trên PlayStation Network bất kỳ lúc nào. Sau vài ngày căng thẳng, Dan Amrich, quản lý phương tiện truyền thông xã hội của Activision, thừa nhận rằng ngay cả khi họ có thể đóng cửa các máy chủ, họ vẫn không có kế hoạch làm điều đó.
The Daily Telegraph ca ngợi Black Ops là "sự đanh đá của những khẩu súng, hành động cường độ cao và nhạc nền của các vụ nổ, tiếng súng và tiếng đạn rít của nó đều có tác dụng làm tăng nhịp đập của người chơi và khiến họ dính chặt vào tay cầm", và cách trò chơi "thể hiện bằng sự căng thẳng như đinh đóng cột và bầu không khí rùng rợn".
Official Nintendo Magazine đã chấm 90% cho phiên bản Wii và cho biết "Black Ops trên Wii là một game bắn súng tuyệt vời được kết hợp từ tất cả các tính túy của những phiên bản tiền nhiệm, với ngoại lệ duy nhất là tính năng nhiều người chơi chia màn hình (split-screen)." Martin Gaston tại VideoGamer.com đã chấm phiên bản Wii 6/10, phàn nàn về việc Treyarch thực hiện các phân cảnh trong trò chơi dưới dạng cinematic, AI kém và các vấn đề về lối chơi với nền đồ họa có độ phân giải thấp hơn.
Vào tháng 2 năm 2011, phiên bản trên Xbox 360 đã được GameSpot tặng cho danh hiệu những game hàng đầu của năm 2010 trên Xbox Live.
Tại giải Annual Interactive Achievement Awards lần thứ 14 (giờ còn được biết đến với tên D.I.C.E. Awards), Call of Duty: Black Ops đã được đề cử cho các giải "Game of the Year", "Action Game of the Year", "Outstanding Achievement in Animation", "Outstanding Achievement in Online Gameplay", và "Outstanding Achievement in Visual Engineering".

## Những vấn đề liên quan
Trò chơi này đã bị cấm lưu hành ở Cuba do có nhiệm vụ yêu cầu giết Fidel Castro. Theo Cubadebate, một trang web lớn ở Cuba, người Mỹ "đã cố giết lãnh tụ của Cuba trên không gian ảo vì họ (người Mỹ) đã thất bại ở đời thực 50 năm" (tính đến năm trò chơi này được phát hành). Thực tế, nhân vật "Castro" bị giết trong trò chơi này chỉ là một thế thân, còn người thật xuất hiện ở cuối màn chơi.
Giao diện menu chính của trò chơi cũng lấy bối cảnh Mason bị trói vào ghế điện trong phòng thẩm vấn. Nếu liên tục bấm phím cách trên máy tính (hay các nút R2 và L2 trên PS3; hoặc RT and LT trên Xbox 360; hoặc lắc điều khiển và nunchuck trên Wii, Mason sẽ thoát khỏi chiếc ghế và có thể đi lại tự do trong phòng. Đằng sau chiếc ghế điện là một chiếc máy tính mà người chơi có thể sử dụng. Người chơi có thể thực hiện lại các thao tác nêu trên 1 lần để trở lại menu chính.